# Мальбуан
Мальбуа́н (фр. Malbouhans) — коммуна во Франции, находится в регионе Франш-Конте. Департамент — Верхняя Сона. Входит в состав кантона Люр-Нор. Округ коммуны — Люр.
Код INSEE коммуны — 70328.

## География
Коммуна расположена приблизительно в 340 км к востоку от Парижа, в 70 км северо-восточнее Безансона, в 34 км к востоку от Везуля.

## Население
Население коммуны на 2010 год составляло 379 человек.
| 1962 | 1968 | 1975 | 1982 | 1990 | 1999 | 2010 |
| ---- | ---- | ---- | ---- | ---- | ---- | ---- |
| 347  | 333  | 343  | 335  | 356  | 339  | 379  |

## Администрация
| Период | Период | Фамилия          | Партия | Примечания |
| ------ | ------ | ---------------- | ------ | ---------- |
| 2001   | 2008   | Жаклин Ришнер    |        |            |
| 2008   | 2014   | Жан-Поль Ламболе |        |            |

## Экономика

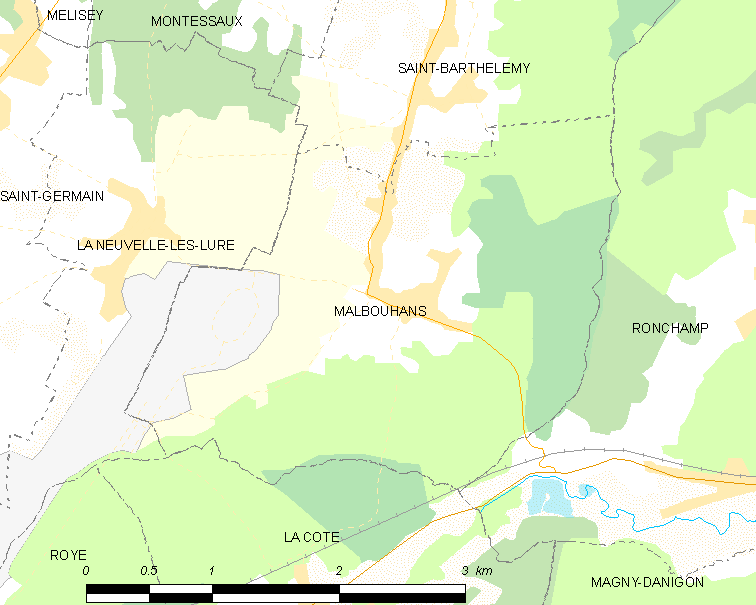
Карта коммуны

В 2010 году среди 223 человек трудоспособного возраста (15—64 лет) 170 были экономически активными, 53 — неактивными (показатель активности — 76,2 %, в 1999 году было 62,5 %). Из 170 активных жителей работали 147 человек (87 мужчин и 60 женщин), безработных было 23 (7 мужчин и 16 женщин). Среди 53 неактивных 12 человек были учениками или студентами, 18 — пенсионерами, 23 были неактивными по другим причинам.